# Шорин, Александр Фёдорович (археолог)
Алекса́ндр Фёдорович Шо́рин (род. 15 августа 1952, Первоуральск, Свердловская область, РСФСР, СССР) — советский и российский археолог, доктор исторических наук (1995), профессор кафедры истории России УрГПУ, главный научный сотрудник и член Ученого совета ИИиА УрО РАН, начальник Среднеуральского отряда Археолого-этнографической экспедиции ИИиА УрО РАН, член редколлегии журнала «Уральский исторический вестник» и редакционного совета журнала «Археология, этнография и антропология Евразии», эксперт РНФ и РФФИ. Автор 170 публикаций, в том числе 7 монографий и учебных пособий.

## Биография
В 1974 г. окончил исторический факультет Уральского государственного университета имени А. М. Горького под руководством Владимира Фёдоровича Генинга.
До 1977 г. работал учителем средней школы.
В 1977—1980 гг. являлся младшим научным сотрудником лаборатории археологических исследований УрГУ.
В 1980 г. был призван в ряды Советской армии. Окончив службу в 1982 г., стал преподавателем кафедры истории Нижнетагильского пединститута, где проработал до 1988 г. В этом же году окончил заочную аспирантуру института археологии АН СССР, защитив кандидатскую диссертацию «Среднее Зауралье в эпоху развитой и поздней бронзы».
В 1988—2013 гг. являлся научным сотрудником, заведующим отделом археологии и этнографии и заместителем директора по научным вопросам, а с 2013 г. является главным научным сотрудником ИИиА УрО РАН.
В 1995 г. защитил докторскую диссертацию по теме «Энеолит Среднего Зауралья: проблемы культорогенеза».
С 1997 г. одновременно стал профессором кафедры истории России Уральского педуниверситета.

## Научная деятельность
Сферой научных интересов Александра Фёдоровича являются культурогенез древних народов Урала и сопредельных территорий в эпохи неолита — бронзового века (VI—II тыс. до н. э.), роль Урала как важного и самостоятельного очага культурогенеза древних народов в североевразийском регионе, особенности развития погребального обряда и культовых комплексов древних коллективов Урала в эпохи неолита — бронзового века. Является одним из главных специалистов по черкаскульской и межовской культурам.

## Основные научные публикации

### Монографии
- Археологические памятники Аргазинского водохранилища (эпохи камня и бронзы). Новосибирск: Наука, 1993. 212 с. (В соавт.)
- Археологические культуры бронзового века древних уральцев (черкаскульская и межовская культуры). Екатеринбург: Изд-во Урал. Ун-та, 1995. 196 с. (В соавт.)
- Энеолит Урала и сопредельных территорий: проблемы культурогенеза. Екатеринбург: УрО РАН, 1999. 182 с.
- Культовые памятники горно-лесного Урала. Екатеринбург: УрО РАН, 2004. 431 с. (коллектив авторов).

### Научно-популярные издания
- Веков связующая нить: К 25-летию основания Института истории и археологии Уральского отделения РАН. Екатеринбург: МБ, 2013. (коллектив авторов).

### Учебные пособия
- Энеолитические культуры Урала и сопредельных территорий: учебное пособие к спецкурсу. Екатеринбург УрГПУ, ИИиА, 1999. 91 с.
- Черкаскульская культура: учебное пособие. Уфа: Юридический колледж, 2005. 139 с. (В соавт.)
- Историческое краеведение Урала: учебное пособие для студентов / под ред. проф. Г. Е. Корнилова. Екатеринбург: ФГБОУ ВПО «Урал. гос. пед. ун-т», 2015. 254 с. (В соавт.)

### Статьи
- К этнической характеристике черкаскульской культуры // Российская археология. 1994. № 4. С.54-62.
- Урал с системе евразийских культурных связей в древности // Региональная структура России в геополитической и цивилизационной динамике. Екатеринбург: ИИиА УрО РАН, 1995. С.46-50. (В соавт.)
- Стратиграфия и керамические комплексы Кокшаровского холма в Среднем Зауралье // Российская археология. 2000. № 3. С.88-101.

Кокшаровский холм — новый тип культурных комплексов Северной Евразии // Образы и сакральное пространство древних эпох. Екатеринбург: Аква-пресс, 2003. С. 87-102.
- История и некоторые итоги изучения Кокшаровского холма // Проблемы археологии: Урал и Западная Сибирь (к 70-летию Т. М. Потемкиной). Курган: Изд-во Курган. ун-та, 2007. С. 30-42.
- Святилище Кокшаровский холм в Среднем Зауралье: маркеры сакрального пространства // Уральский исторический вестник. 2010. № 1 (26). С. 32-42.
- Хроностратиграфия неолитических комплексов святилища Кокшаровский холм // Археология, этнография и антропология Евразии. 2011. № 3 (47). С. 70 −77. (В соавт.)
- Археологические памятники Урала в контексте древнего наследия Евразии // Наука. Общество. Человек. Вестник Уральского отделения РАН. Екатеринбург: УрО РАН, 2011. № 2 (36). С. 117—123. (В соавт.)
- Исследования по проекту «Истоки культурного наследия древнего населения Урала» // Историко-культурное наследие и духовные ценности России. М.: РОССПЭН, 2012. С. 118—129. (В соавт.)
- Средневековый комплекс Кокшаровского холма (Среднее Зауралье) // Российская археология. 2013. № 1. С.119-101. (В соавт.)
- О параллелях между неолитическим святилищем Кокшаровский холм и святилищами коренных народов Урала XIX—XX вв. // Российская археология. 2013. № 2. С.27-36.
- К 25-летию Института истории и археологии УрО РАН: исследования по археологии и этнографии // Уральский исторический вестник. 2013. № 2 (39). С. 119—128.
- Басьяновский археологический комплекс эпохи позднего неолита: основания выделения // Российская археология. 2015. № 1. С.5-18. (В соавт.)
- Каменный инвентарь святилища Кокшаровский холм // Российская археология. 2016. № 3. С. 20-33. (В соавт.).
- Кокшаровский холм: неолитические сосуды с рельефными изображениями // Уральский исторический вестник. 2016. № 4 (53). С. 15-24. (В соавт.)
- Неолитические святилища Кокшаровский холм и Чертова Гора: общее и особенное // Археология, этнография и антропология Евразии. 2017. Т. 45. № 2 . С. 16-25.
- Радиоуглеродное датирование неолитических комплексов Кокшаровского холма // Уральский исторический вестник. 2018. № 3 (60). (В соавт.)